# Eleccions presidencials de Cap Verd de 2006
Les eleccions presidencials de Cap Verd de 2006 van tenir lloc a Cap Verd el 12 de febrer de 2006, les quartes eleccions presidencials des de la introducció de pluripartidisme en 1990.
En una repetició de les eleccions de 2001, Pedro Pires del governant Partit Africà per la Independència de Cap Verd (PAICV) es va enfrontar a l'antic Primer Ministre Carlos Veiga del Moviment per la Democràcia (MpD). A la carrera presidencial de 2001 Pires va derrotar Veiga per un marge únicament de 12 vots. En 2006 Pires va guanyar novament, aquest cop per 3.000 vots en la primera volta i lleugerament superant el 50% a la segona volta.

## Resultats
| Pedro Pires                      | Partit Africà per la Independència de Cap Verd | 86.583  | 50,98 |
| Carlos Veiga                     | Moviment per la Democràcia                     | 83.241  | 49,02 |
| Nuls/en blanc                    | Nuls/en blanc                                  | 1.995   | –     |
| Total                            | Total                                          | 171.819 | 100   |
| Vots registrats/participació     | Vots registrats/participació                   | 323.554 | 53,1  |
| Font: African Elections Database |                                                |         |       |